# Muršič
Muršič je priimek več znanih Slovencev:
- Andreja Bahar Muršič (*1965), etnologinja, konservatorka
- Bojana Muršič (*1971), poslanka v Državnem zboru Republike Slovenije
- Milan Muršič (1927 - 1998), strojnik, tehniški mehanik, univ. prof.
- Miroslav Muršič (*1960), inovator, podjetnik (razvijalec programske opreme)
- Mitja Muršič, socialni pedagog, transakcijski analitik
- Natalija Muršič, novinarka in urednica
- Rajko Muršič (*1963), etnolog in kulturni antropolog, glasbeni publicist, univ. prof.
- Zarja Muršič (*198"?), biologinja, kognitivna znanstvenica in evolucijska antropologinja, komunikatorka znanosti